# オートランド作手
オートランド作手（オートランドつくで）は、愛知県新城市にある自動車用サーキット。時間によっては、二輪車の走行も可能である。

## コース
- 全長:700 m
- 幅員:10～16.5 m
- 最大高低差:8 m

## 所在地
愛知県新城市作手菅沼38

## 交通アクセス
東名高速道路
- 岡崎ICから車で約50分。
- 豊川ICから車で約60分。
- 豊田ICから車で約70分。
- 三ヶ日ICから車で約80分。